# Стефанський В'ячеслав Карлович
Стефанський В'ячеслав Карлович (1867, Одеса — 7 червня 1949, там же) — інфекціоніст, мікробіолог й епідеміолог.

## Життєпис
Народився в сім'ї викладача гімназії в Одесі. Закінчив Рішельєвську гімназію у 1885 році в Одесі разом з однокласником Данилом Заболотним, у майбутньому видатним українським епідеміологом, з яким дружив усе життя. Стефанський мріяв про медицину, тому подався до Києва, щоб вступити на медичний факультет, оскільки в Одесі, в Новоросійському університеті, тоді ще не було такого факультету. Після закінчення Київського університету (1893 рік), працював в Одеській інфекційній лікарні, одночасно (з 1897 року) в Одеській бактеріологічній лабораторії, перетвореної після Жовтневого перевороту в Бактеріологічний інститут імені І. І. Мечникова, де він завідував сироватковим відділом. 1902 року брав участь в ліквідації спалаху чуми в Одесі. Їм же для лікування хворих на бубонну чуму саме тут вперше в Україні та Російській імперії була застосована протичумна сироватка. З 1908 року почав викладати у Новоросійському університеті, який було засновано у 1865 році в Одесі, перший на теренах України курс з інфекційних хвороб. З початком бойових дій на півдні Росії емігрував до Болгарії, де протягом короткого часу викладав у Софійському університеті, але 1920 року повернувся до Одеси. У 1921 очолив першу в Україні кафедру інфекційних хвороб в Одеському медичному інституті. У 1923 році він ще паралельно завідував протягом року кафедрою мікробіології. Під час німецько-радянської війни залишився в окупованій Одесі, продовжував працювати в інфекційній лікарні, переховував поранених бійців, чинив перепони вивезенню до Німеччини деяких жителів Одеси, видаючи їх за хворих або співробітників лікарні. За спогадами Людмили Новокрещенової:
|  | Завідував інфекційною лікарнею в окупацію В'ячеслав Карлович Стефанський. Порядок у лікарні був зразковий, персонал боявся його як вогню. Сам він дуже побоювався інфекції, тому двері відкривав ногою, або, протерши ручку спиртом, який завжди носив у кишені. У лікарні були кілька боксів з прокаженими, так як лепрозорій розбомбили. Один з боксів був сусіднім з нашим. Одного разу прокажений застудився, піднялася температура, потрібно було його вислухати. І зробив це ніхто інший, як В'ячеслав Карлович! Він увійшов в бокс, уважно оглянув і вислухав хворого. |

Після звільнення Одеси в 1944 році повернувся до завідування кафедри інфекційних хвороб в медичному інституті, одночасно продовжував працювати в Інституті мікробіології і епідеміології імені І. І. Мечникова, завідуючи відділом паразитарних тифів. В останні роки життя вивчав питання імунітету при деяких інфекційних хворобах. Відрізнявся незвичною скромністю, дисциплінованістю, був простим у спілкуванні, охоче допомагав усім своїми порадами. Був беззмінним головою одеського відділення Всесоюзного товариства епідеміологів, мікробіологів та інфекціоністів, очолював Одеське терапевтичне товариство.
Помер в Одесі 7 червня 1949 року.

## Науковий доробок
Стефанський є автором більше 60 праць, присвячених різноманітним питанням імунітету, профілактики та лікування інфекційних хвороб, серед них підручник з гострих інфекційних хвороб (1929 рік) і монографія про профілактику і клінічні появи сказу (1954 рік). Вивчаючи чуму (1901—1902 рр.), Стефанський виділив у пацюків збудника проказоподібного захворювання («паличка Стефанського»). Його вважають першовідкривачем цієї хвороби пацюків, від збудника якої, як припускають, сформувалась мікобактерія Ганзена — причинний патоген людської прокази. Він продемонстрував велике значення бактеріоносіїв у епідеміології шигельозу (тоді називали дизентерією), один із перших запровадив в Україні інтубацію замість трахеотомії при дифтерії, у дослідах на собі спростував теорію щодо ролі блощиць у передачі епідемічного поворотного тифу, описав характерний симптом при шкірній формі сибірки (симптом Стефанського). Разом з А. А. Гринфельдом вперше в СРСР описав професійний еризипелоїд серед працівників рибо- і м'ясоконсервних комбінатів Одеси.

## Основні наукові роботи
- Наблюдение над действием туберкулеза, произведенные в Одесской гор. больнице в 1897 году // Тр. о-ва рус. врачей Одессы. — 1899. — вып. 2 — с. 24-46.
- О крапчатости красных кровяных шариков при малярии / [Соч.] Д-ра В. К. Стефанского; [Из Одес. бактериол. ст.]. — Санкт-Петербург: К. Л. Риккер, 1901. — 6, 2 с.
- Кислотоупорные бактерии: Заболевание кожи и лимфатических желез у крыс, сходное с проказой. — Одесса: «Славянская» тип. Е. Хрисогелос, 1905. — [4], VIII, 94, [2] с.
- Чума и ее лечение. — Одесса, 1910.
- Чумные бараки в Одессе // Чума в Одессе в 1910 г. / под ред. Л. Н. Малиновского и др. — Спб., 1912.
- Дифтерия и ее лечение. 1912. — Издание журнала «Терапевтическое обозрение». 80 с. — Серия Библиотека журнала «Терапевтическое обозрение».
- Тяжелые явления после впрыскивания вакцин // Русский врач. — 1917. — № 3. — С. 59-60.
- Острые инфекционные болезни / В. К. Стефанський, 1929. — 358 с.
- Профилактика и клиника бешенства. — Москва: Медгиз, 1954. — 107 с. (Б-ка практического врача).